# Бозія
Бозія (італ. Bosia, п'єм. Beusia) — муніципалітет в Італії, у регіоні П'ємонт,  провінція Кунео.
Бозія розташована на відстані близько 470 км на північний захід від Рима, 65 км на південний схід від Турина, 55 км на північний схід від Кунео.
Населення — 182 особи (2014).
Щорічний фестиваль відбувається 31 липня. Покровитель — San Nazario.

## Демографія
Населення за роками:

Станом на 1 січня 2023 року в муніципалітеті офіційно проживало 20 іноземців з 5 країн, серед них 13 громадян країн Євросоюзу.

## Сусідні муніципалітети
- Боргомале
- Кастіно
- Кортемілія
- Краванцана
- Лекуїо-Беррія
- Торре-Борміда